# Libuše Planitia
Libuše Planitia is een laagvlakte op de planeet Venus. Libuše Planitia werd in 1997 genoemd naar Libuše, een mythisch personage uit de Tsjechische folklore.
De laagvlakte heeft een diameter van 1200 kilometer en bevindt zich in het quadrangle Metis Mons (V-6).